# Белая Тигрица (Ава Айала)
Белая Тигрица (англ. White Tiger) — вымышленный персонаж, супергерой комиксов издательства Marvel Comics. Создана Кристосом Кейджем и Томом Рейни, впервые появилась в Avengers Academy № 20 (декабрь 2011). Ава является пятой, кто надевает мантию Белого Тигра, и является младшей сестрой первого Белого Тигра, Гектора Айялы, а также тётей Анджелы Дель Торо, являющийся четвёртым носителем мантии Белого Тигра.

## История издания
Ава Айала впервые появилась в Академии Мстителей # 20 (декабрь 2011) и была создана Кристосом Кейджем и Томом Рейни. Она появилась в качестве главного героя в Могучих Мстителях, начиная с № 1 (сентябрь 2013 года). Дальше, она появляется в комиксах Капитан Америка и Могучие Мстители с № 1 (январь 2015 года). Последние появления на данный момент были в комиксах Новые Мстители Vol. 4 (декабрь 2015 года) до № 18 (январь 2017 года).

## Вымышленная биография
Ава, пятый Белый Тигр, является сестрой Гектора Айяла и студенткой, поступившей в Академию Мстителей. Она унаследовала Амулет Тигра от своего брата, после того, как он и остальные члены её семьи были убиты Гидеоном Мейсом (позже, он был убит во время драки с Человеком-Пауком). Когда Ава вступает в Академию, Ава заявляет, что мантия Белого Тигра является семейным наследием, которое она намерена принять. Она также критикует одноклассника Рептилию за его отношение к латиноамериканскому сообществу. Она живёт с семьёй её сёстры Авилды с момента смерти её родителей.
В сюжете Бесконечность, она была замечена в Героях по Найму, которые останавливали ограбление. Когда Превосходный Человек-Паук (Доктор Осьминог в теле Питера Паркера) останавливает одного грабителя и считает Героев по Найму обычными наёмниками, Белая Тигрица соглашается с ним и уходит из команды. Но со временем, она возвращается в качестве члена Могучих Мстителей.
Когда Гидеон Мейс оказался на свободе, Ава попыталась убить его за смерть её родителей, под одержимостью Бога Тигра, который дал ей силы. Но вмешательство Могучих Мстителей помешало ей совершить убийство.
Для её собственной безопасности, Аву стали сдерживать в Кадеше, лаборатории и дома участника Могучих Мстителей, Синего Чуда. Разочарованный неудачей Авы в убийстве Мейса, Бог Белый Тигр угрожает её убить. Тем не менее, Ава убедила его, что если он убьёт своего последнего аватара (хозяина), Могучие Мстители уничтожат Амулет, ставя его под угрозу. Таким образом, Ава ставит ультиматум Богу Тигру, либо дать ей все силы, которые есть или уйти и погибнуть. Бог Белый Тигр выбрал первый вариант, дав ей полный контроль над своими силами.
В комиксе Капитан Америка и Могучие Мстители, во время "Последних Дней" части сюжетной линии Секретные Войны (2015), Ава идёт примириться с выжившими членами её семьи. Они сошли с ума от того, что она выбрала жизнь Белой Тигрицы, мантия которой увела жизни многих и угрожает убить её, если она не уйдёт от них.
В рамках Абсолютно-Новой Абсолютно-Другой вселенной Марвел (после Секретных Войн), Белая Тигрица появляется в качестве участника Новых Мстителей А.И.М. и живёт на данный момент на Острове Мстителей.
Во время приключений в Риме, Ава была атакована Анджелой Дель Торо (её племянницей, бывшей четвёртым Белым Тигром, раньше она была убита и возрождена Рукой и побеждена в сюжете Царство Теней), которая считает, что Ава украла у неё Амулет Тигра. Анджела была оснащена Амулетом Тигра из альтернативной вселенной, у которого особенности такие же, как и у оригинала. В ходе боя, Бог Белый Тигр этой реальности, не понимая наличия другого Амулета Тигра, покидает Аву, которая ему больше не нужна и сливается с Альтернативным Богом Тигром в Амулете Анджелы.
Несмотря на потери своих сил, Ава всё равно продолжала носить мантию Белого Тигра и продолжала тренироваться. Новый шанс для Авы против Анджелы появился, когда Вторая База Мстителей Санспота подверглась нападению Новых Ревенджеров Рида Ричардса из Земли-1610 (Ultimate). Туда же входит Анджела. После напряжённой борьбы со своей племянницей, Аве удалось вырвать Амулет Тигра с её шеи и сломать его, освобождая Анджелу от злого влияния и влияния Бога Белого Тигра, в результате чего, она приходит в себя.
Две Белые Тигрицы боролись против Новых Ревенджеров спиной к спине и продолжали работать в тандеме. Когда миссия была завершена, Ава решила перестать носить мантию Белого Тигра и убедила Анджелу сделать то же самое.
Ава вновь стала Белой Тигрицей (без Амулета) после того, как Люк Кейдж подал сигнал бедствия Мисти Найт "собрать всех", пока он с Защитниками бились в городе со злодеями. Пока неизвестно, поддерживает ли Ава мантию Белого Тигра или нет.
Спустя время, она вновь появляется как член новой команды Дочерей Свободы, которая приходит на призыв Шерон Картер, чтобы помочь доказать невиновность Капитана Америка.

## Силы и Способности
Ава очень ловка и быстра. Способна быстро реагировать на опасности. Имеет возможность выпускать когти, которые могут разрубать металл. Способности ей придаёт Амулет Тигра (который достался от Гектора), который она носит на поясе или на шее (по другим версиям костюма). Амулет повышает её скорость, выносливость, ловкость, рефлексы. Амулет также поддерживает Аву, поэтому ей не нужно спать или есть, когда она носит Амулет.
Капитан Америка (Сэм Уилсон) и Тони Старк считают её угрозой Уровня Гамма.

## Другие версии

### Marvel Universe vs The Punisher
В ограниченной версии Marvel Universe vs The Punisher, Ава Айала была Белой Тигрицой и была одной из четырёх выживших из Академии Мстителей. В то время, как остальные из Академии были заражены, Ава, вместе с другими Мстителями, носит ошейник, который не даёт вирусу заразить их, и вместе с ними, они обсуждают мотивы Доктора Дума. После того, как стало известно, что Думстоуны позволяют сохранить свою человечность, в то время, как остальные являются каннибалами, Дум активирует Думстоун, превращая себя в нечто красное и не позволяя вирусу заразить его. Ава была одной из тех, кто погиб во время боя с инфицированным Красным Халком и остальными. События комиксов помечена Землёй-11080.

### Ultimate End
Ава появлялась в качестве камео в трёх номерах Ultimate End, события которых происходили во время Секретных Войн (2015). История её неизвестна. Предположительно мертва. События комиксов помечена Землёй-61610.

### Home to the Superior Avengers
Ава появляется в качестве камео в Могучих Мстителях Vol. 2 #5 (март 2014 год), как фантазия Превосходного Человека-Паука (Отто Октавиус в теле Питера Паркера), который вообразил, как бы выглядели Могучие Мстители, если он был бы лидером команды. Эта версия вселенной помечена Землёй-TRN382.

### Captian Britain and the Mighty Defenders (Инсен-Сити)
Ава появлялась в мини-серии комиксов из двух номеров Капитан Британия и Могучие Защитники, события которых происходят во времена Секретных Войн (2015). История её неизвестна. Вселенная помечена Землёй-25315.

### Ultimate Spider-Man
В Ultimate Spider-Man Vol. 1 #200, родственники и друзья Паркера собрались на поминки, спустя 2 года после смерти Питера. Они решили рассказать друг другу о том, что было бы с Питером по их мнению, если он остался бы жив. В версии Человека-Льда (Бобби Дрейка), он представил, что Питер, подружившись со многими супергероями, создал бы новых Алтимейтс, которые бы стали почти что как знаменитости. В его фантазии было камео Белой Тигрицы. Его версия помечена как возможное альтернативное будущее.

### Home to Battleworld's K'un-Lun
Ава этой версии появляется в комиксе Master of Kung Fu Vol 2 #3 во время событий Секретных Войн (2015). Является участником Дома Нефритового Тигра. История её неизвестна. Вселенная помечена Землёй-13116.

## Вне комиксов

### Телевидение
- Ава Айала в образе Белой Тигрицы появляется в мультсериале Совершенный Человек-паук, озвучена в США Кейтлин Тейлор Лав, в России — Викторией Слуцкой[3]. Она была в одной команде с Человеком-пауком, Железным Кулаком, Люком Кейджем и Новой. Пол Дини, креативный консультант шоу, заявил: "Мы хотели, чтобы был молодой женский голос в команде и в то время, как она являлась новым, Белая Тигрица оказалось идеальным выбором. Она жёсткая и умная, и её кошачьи рефлексы позволяют ей соответствовать способностям Человека-Паука в манёвренности. Это важно для неё, что она отлично справляется со всем, что она делает, так как она планирует покинуть команду, когда-нибудь, как официальная супергероиня." Её способности такие же, как и в оригинальной вселенной Земли-616. Во 2 сезоне, в 4 серии "Крейвен-Охотник", показано, что отец Авы был предыдущим Белым Тигром, а не её брат, до того, как он не был убит Крейвеном-Охотником в бою, так же, как и её дедушка. В конце концов, Крейвен пришёл за Авой (текущего хранителя Амулета). В отличие от Авы, сил от Амулета оказалось слишком много для Крейвена, в результате чего, он превращается в человекоподобного белого тигра. После того, как Ава смогла вернуть Амулет, Крейвен терпит поражение от Человека-Паука и Авы, и снова превращается в человека. В третьем сезоне в четвёртой серии "Плащ и Кинжал", Белая Тигрица оказывается одной из супергероев, которых подчинил Дормамму, который хочет вторгнуться на Землю. После того, как её освобождают с помощью сил Кинжала, Ава получает новый костюм, на котором появляются больше чёрных полос. Пояс исчезает, а Амулет теперь носится на шее. И Амулет тоже преобразуется под вид того, как однажды носил Крейвен, обозначая, что Ава полностью освоила силы Амулета. В финале 4 сезона "Выпускной день: Часть 1 и 2", она объединяется с командой Щ.И.Т.а и Человеком-Пауком в последний раз, чтобы найти Доктора Октопуса и спасти тётю Мэй и борется со Скорпионом и Кроссбоунсом, ставшим Новым Ящером и побеждает их. Затем она оказывается в ловушке с остальными супергероями в энергощите у Трисскелиона, но в конце концов, освобождается Человеком-Пауком.
  - В 4 сезоне 16 серии "Возвращение в Паучью Вселенную: Часть 1" появляется альтернативный вариант Авы Айалы (которую озвучивает Крии Саммер), которая является вампиром и подчиняется Королю Ящеру. Благодаря фрагменту Гибельного Седалища и ультрафиолетового света, Человек-Паук и Парень-Арахнид (Человек-Паук Майлз Моралес) превращают всех снова в людей, в том числе и Аву.

### Компьютерные игры
- Является играбельным персонажем Lego Marvel's Avengers, которую озвучивает Кейтлин Тейлор Лав.
- Является играбельным персонажем Marvel Future Fight.
- Появляется на нескольких картах в мобильной игре Marvel: War of Heroes.
- Являлась играбельным персонажем в мобильной игре Marvel: Avengers Alliance (игра закрыта с 30 сентября 2016 года).
- Появляется в качестве персонажа, дающий миссии, а также сайдкика, в игре Disney Infinity 2.0: Marvel Super Heroes и Disney Infinity 3.0, которую озвучивает Кортни Дрейпер. На русском дубляже озвучивает Виктория Слуцкая.
- Является играбельным персонажем в игре Lego Marvel Super Heroes 2. Её озвучивает Скай Беннетт.
- Является играбельным персонажем в мобильной игре Marvel Avengers Academy. (игра закрыта с февраля 2019)
- Появляется в мобильной игре Marvel Battle Lines.
- Карта "Белая Тигрица", её вариации и "Дух Тигра" доступны в Marvel Snap.